# Font del Torrent de Colljovà
La Font del Torrent de Colljovà és una surgència del terme municipal de Monistrol de Calders, al Moianès.
Està situada a 584 metres d'altitud, a l'esquerra del torrent de Colljovà, a la capçalera del torrent de la Baga de l'Abellar. És al sud-oest del poble de Monistrol de Calders i al sud-est de la masia del Bosc.